# Mesoclemmys sabiniparaensis
Mesoclemmys sabiniparaensis — вид черепах родини змієшиїх (Chelidae). Описаний у 2022 році.

## Розповсюдження
Ендемік Бразилії. Поширений у басейні річки Арагуая у штаті Пара на півночі країни.

## Опис
Найменший відомий представник роду Mesoclemmys, із середньою прямолінійною довжиною панцира (CL) 144 мм і максимальною зареєстрованою CL 170 мм. Вид має помірну ширину голови, приблизно 20 % CL. Карапакс і дорсальні м'які частини чорнуваті, пластрон світло-коричнево-жовтий з чорно-коричневим центральним пластровим малюнком, а черевні м'які частини блідо-жовті.